# Ескендиров, Захан
Захан Ескендиров (03.11.1918, Восточно-Казахстанская область — 12.10.1991) — советский общественный деятель. Председатель исполнительного комитета Совета депутатов трудящихся Южно-Казахстанской области (1958—1962).

## Биография
Родился в селе Тополёв Мыс Томской губернии.
Окончил Казахский педагогический институт и Высшую партийную школу в городе Алма-Ата.
В 1937—1943 годах — инспектор, старший инспектор, начальник управления политического просвещения Народного комиссариата просвещения учреждений города Алма-Аты, в 1944 — 47 годах — первый секретарь ЛКСМ Казахстана по Южно-Казахстанской области. В 1947—1958 гг. занимал должности первого секретаря Фрунзенского и Ильичевского районных комитетов партии.